# Tricystis plicata
Tricystis plicata is een soort in de taxonomische indeling van de Myzozoa, een stam van microscopische parasitaire dieren. Het organisme komt uit het geslacht Tricystis en behoort tot de familie Porosporidae. Tricystis plicata werd in 1953 ontdekt door Bogolepova.